# Weegschaal (astrologie)

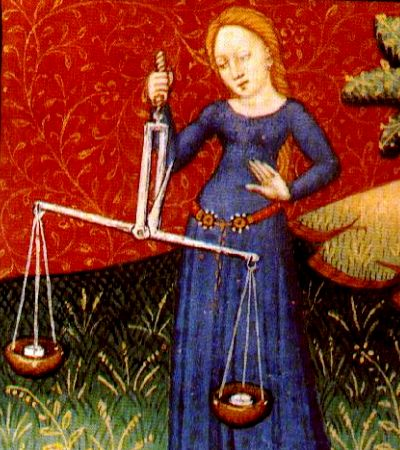
Weegschaal (Libra)

Astrologisch symbool voor Weegschaal

Weegschaal is het astrologisch teken van mensen die zijn geboren tussen ca. 23 september en ca. 22 oktober. Oorspronkelijk was het verbonden met het gelijknamige sterrenbeeld.
Weegschaal is het zevende teken van de dierenriem (die begint op 0 graden Ram) en bestrijkt dus de op de ecliptica afgemeten boog vanaf 180 graden tot 210 graden voorbij het lentepunt. Weegschaal behoort tot de 4 hoofdtekens en wordt verder geassocieerd met het element Lucht en de mannelijke, positieve tekens. De traditionele heerser van het teken is Venus. Volgens Claudius Ptolemaeus en zijn Tetrabiblos wordt het eerste decanaat van Weegschaal (0-10°) geregeerd door Maan, het tweede decanaat (10-20°) door Saturnus en het derde (20-30°) door Jupiter, wat de typologie bij de gewone zonnetekenastrologie verder kan verfijnen: 36 in plaats van 12 typen persoonlijkheden.

## Toelichting bij 'zonnetekens'
Als iemand naar je 'zonneteken' of 'sterrenbeeld' vraagt, heeft dat in de astrologie betrekking op de plaats van de Zon tijdens je geboorte. De westerse astrologie gebruikt bij de duiding van gebeurtenissen twaalf 'partjes' van de baan die de zon in de loop van het jaar schijnbaar langs de hemel maakt. Die partjes zijn de zonnetekens of kortweg: de tekens, te beginnen vanaf Ram bij het lentepunt. 'Sterrenbeelden' zijn eigenlijk de astronomische constellaties aan de hemel, en die komen niet meer overeen met de twaalf sectoren die de astrologie gebruikt. Sommige auteurs van astrologierubrieken in de krant maken uitsluitend gebruik van deze zonnepositie, zoals 'Zon in Ram' of 'Zon in Weegschaal' om er een horoscoop mee te maken. Deze rubrieken werken met een bijzonder gereduceerde methode en worden door de meeste astrologen niet serieus genomen.
De Weegschaal is het enige teken uit de dierenriem dat gesymboliseerd wordt door een levenloos voorwerp in plaats van een mens of dier.

## Mythologie en archetype
Volgens mythologie is de weegschaal verbonden met de Griekse godin van rechtvaardigheid, Themis, de mythologische figuur Atalante en Astraea (dochter van Themis). Astraea zou de weegschaal mee hebben genomen naar de hemel toen ze de aarde verliet. Zelf werd ze het sterrenbeeld Maagd.
Weegschaal wordt ook geassocieerd met de Grieks-Romeinse godin Aphrodite/Venus en soms met de godinnen Eris, Harmonia, Hera/Juno, Isjtar, Freyja en Frigg. De weegschaal waarop het lot van de mens werd gewogen, is ook bekend uit de Egyptische mythologie: Osiris, en later Anubis die het hart van de doden afweegt tegen een veer van de waarheid.

## Popastrologie
Afgeleid uit de drie kwaliteiten (hoofdteken, positieve polariteit, luchtteken) en Venus als heerser van het teken, schrijft de popastrologie onder meer de volgende persoonlijke kenmerken toe aan mensen met Weegschaal als teken: diplomatiek / bereid tot het sluiten van compromissen, maar mogelijk wel manipulatief, kan goed samenwerken, eerlijk / gebalanceerd / onpartijdig, idealistisch (in relaties), charmant, rustig in omgang / sociaal sterk, last met het nemen van beslissingen, houdt van vrede, goedgelovig / beïnvloedbaar, elegant, artistiek, / heeft een goede smaak, houdt van plezier, zachtaardig, gevoelig tegenover anderen, analytisch, aardig, vrolijk, romantisch.
Deze 'eigenschappen' zouden eigenlijk moeten afgewogen worden aan de rest van de horoscoop. Staan er bijvoorbeeld behalve de Zon geen planeten in Weegschaal, dan zullen deze kenmerken zich -volgens de astrologische principes- niet erg manifesteren. Vandaar het gevaar en de oppervlakkigheid van popastrologie, die geen rekening houdt met andere sterke factoren uit de horoscoop.

## Compatibele tekens
De tak van de astrologie die zich bezighoudt met de grondige analyse van horoscopen van partners heet synastrie. Hierbij worden de horoscopen met allerlei technieken met elkaar vergeleken. In de zonnetekenastrologie (popastrologie) zoals hier besproken worden echter meer algemene beweringen gedaan op grond van de plaats van de Zon bij beide partners:
Het teken Weegschaal wordt astrologisch compatibel geacht met de andere luchttekens;
Waterman en Tweelingen en verder met de tekens die op een afstand van een sextiel staan: Leeuw en Boogschutter. Dit is overigens geen persoonlijke aanwijzing, maar eerder een algemeen astrologisch beginsel dat wordt afgewogen in samenhang met de rest van de factoren in de horoscoop.